# Сидоренкова, Елена Викторовна
Елена Викторовна Сидоренкова (род. 2 октября 1966 года) - российская легкоатлетка (марафон, ультрамарафон, суточный бег).

## Карьера
В 1994 году стала серебряным призёром 24-часового забега «Вызов России». Бронзовый призёр 24-часового забега в Одессе. Победитель марафона «Белые ночи».
Победитель 24-часового забега в помещении в Подольске в 1995 году. Также становится серебряным призёром 100-километрового забега в Амьене. 
Бронзовый призёр чемпионата мира по бегу на 100 км 1996 года. Также стала бронзовым призёром ультрамарафона «Nacht van Vlaanderen» и второй на чемпионате Европы по суточному бегу. Победитель супермарафона Вена-Братислава-Будапешт.
Бронзовый призёр 24-часового забега в помещении в Подольске в 1997 году, на промежуточных финишах была второй (после 6 часов) и первой (после 12 часов). Чемпион России 1997 года в беге на 100 км. Серебряный призёр 24-часового забега в Базеле (на промежуточном финише на 100 км - была первой). Серебряный призёр чемпионата Европы по суточному бегу 1997 года. Победитель турнира «Сутки бегом». Победитель VI суточного пробега, чемпионата России - этапа Кубка Европы.
В 1999 году становится второй на турнире по суточному бегу «Испытай себя».
В 2001 году становится бронзовым призёром чемпионата России в беге на 100 км.
В 2008 году становится второй на турнире по суточному бегу «Испытай себя».

## Лучшие результаты
- 50 км - 4:07:02
- 100 км - 7:48:25
- 6 часов - 70.668
- 12 часов - 135.932
- 24 часа - 230.862
- 48 часов - 205.996
- 6 суток - 601.895